# Aulnay-sous-Bois
Aulnay-sous-Bois (franskt uttal: [o(l)nɛ su bwɑ]
 ( lyssna)) är en kommun i departementet Seine-Saint-Denis i regionen Île-de-France i norra Frankrike. Kommunen ligger i kantonen Aulnay-sous-Bois som tillhör arrondissementet Le Raincy. År 2022 hade Aulnay-sous-Bois 86 360 invånare.
Citroën (PSA Peugeot Citroën) hade en fabrik här 1973–2014.

## Befolkningsutveckling
| Befolkningsutvecklingen i Aulnay-sous-Bois 1968–2021 | Befolkningsutvecklingen i Aulnay-sous-Bois 1968–2021 | Befolkningsutvecklingen i Aulnay-sous-Bois 1968–2021 | Befolkningsutvecklingen i Aulnay-sous-Bois 1968–2021 | Befolkningsutvecklingen i Aulnay-sous-Bois 1968–2021 |
| ---------------------------------------------------- | ---------------------------------------------------- | ---------------------------------------------------- | ---------------------------------------------------- | ---------------------------------------------------- |
|                                                      |                                                      |                                                      |                                                      |                                                      |
| År                                                   |                                                      |                                                      | Folkmängd                                            |                                                      |
| 1968                                                 | 1968                                                 |                                                      | 61 521                                               |                                                      |
| 1975                                                 | 1975                                                 |                                                      | 78 137                                               |                                                      |
| 1982                                                 | 1982                                                 |                                                      | 75 996                                               |                                                      |
| 1990                                                 | 1990                                                 |                                                      | 82 314                                               |                                                      |
| 1999                                                 | 1999                                                 |                                                      | 80 021                                               |                                                      |
| 2007                                                 | 2007                                                 |                                                      | 82 513                                               |                                                      |
| 2015                                                 | 2015                                                 |                                                      | 83 584                                               |                                                      |
| 2021                                                 | 2021                                                 |                                                      | 86 135                                               |                                                      |